# Crepidorhopalon microcarpaeoides
Crepidorhopalon microcarpaeoides är en tvåhjärtbladig växtart som först beskrevs av Bonati, och fick sitt nu gällande namn av Eb. Fischer. Crepidorhopalon microcarpaeoides ingår i släktet Crepidorhopalon och familjen Linderniaceae. Inga underarter finns listade i Catalogue of Life.